# 학습강국
학습강국(중국어 간체자: 学习强国, 정체자: 學習強國, 병음: Xuéxí Qiángguó 쉐시창궈[*])은 중국의 알리바바 그룹이 시진핑 신시대 중국 특색 사회주의 사상(시진핑 사상)을 가르치기 위해 개발한 모바일 애플리케이션이다. 2019년 1월 1일에 출시되었으며 중국공산당 중앙선전부에서 운영한다. 이 애플리케이션은 2019년 10월 기준으로 1억 명이 넘는 사용자가 중국의 애플 앱 스토어에서 다운로드한 것으로 알려져 있는데 이는 위챗, 틱톡을 넘는 수준이다.
'학습강국'(學習强國)이라는 용어는 문자 그대로 "중국이라는 나라를 배우고 힘을 키우자", "강한 나라를 배우자"라는 의미를 담고 있는데 이는 시진핑 중국공산당 총서기의 이름을 이용한 언어 유희이기도 하다. 즉 '학습'(學習)은 "배우다"라는 의미 이외에 "시진핑(習)으로부터 배우자(學)"라는 의미도 담고 있다.

## 구성
학습강국 애플리케이션은 사상 강좌를 개설하는 것 외에도 친구들과 화상 채팅을 하거나 책을 읽은 후에 삭제되는 메시지를 보내거나 개인 달력을 만들거나 중국의 관영 매체를 통해 중국공산당의 역사에 대한 정보를 얻거나 텔레비전 시리즈를 시청할 수 있다. 이 애플리케이션에는 시진핑 총서기의 생애, 시진핑 사상에 대한 코너도 마련되어 있고 매 주마다 제공되는 시진핑 총서기의 생애와 중국공산당에 관한 퀴즈를 풀면서 포인트를 제공한다. 주요 뉴스, 새로운 사상, 시정 종합을 비롯한 각 섹션의 사용은 사용자에게 로그인, 기사 읽기, 비디오 시청, 댓글 게시, 질문 답변을 통해 "학습 포인트"를 제공한다. 중국의 관영 매체에 따르면 학습강국 애플리케이션은 2019년 4월까지 1억 명 이상의 활성 사용자를 확보했다고 한다.
학습강국 애플리케이션 다운로드가 완료되면 신분증 번호, 실명, 연간 건강 검진을 통해 수집된 "생체 데이터", 쇼핑 이력, 전화번호, 위치 데이터, 삭제된 콘텐츠에 대한 액세스 권한을 갖는다. 중국의 정부 기관에서는 학습강국 애플리케이션이 "나라를 튼튼하게 만들기 위한 애플리케이션"임을 강하게 홍보하고 있으며 중국공산당원들 사이에서도 이 애플리케이션을 다운로드할 것을 장려한다. 학습강국 애플리케이션은 중국의 일부 대학 프로그램에도 포함되고 있다. 중국의 각 학교들에서는 학생들에게 이 애플리케이션을 통해 시진핑 사상을 배우도록 지시한다. 중국의 여러 기업 고용주들은 "스타 학습자"를 위한 자격증을 주기도 하는데 심지어 회사 직원들에게 이 애플리케이션에 개인 점수를 담은 일일 스크린샷을 올리도록 요구하기도 한다.

## 논란
독일의 컴퓨터 보안 전문 기업인 큐어53(Cure53), 인터넷 자유를 보장하기 위해 설립된 미국의 비영리 법인인 오픈 테크놀로지 펀드(Open Technology Fund)의 조사에 따르면 학습강국 애플리케이션이 중국 정부가 안드로이드 기반 전화기의 모든 데이터에 접근할 수 있도록 허용하고 있다고 지적했다. 익명의 일반 시민들도 교사와 직장인들이 학습강국 애플리케이션을 드물게 사용하거나 "학습 포인트"가 낮은 사람들을 공개적으로 수치스럽게 하거나 처벌하겠다고 협박하는 등 학습강국 애플리케이션이 자신의 삶에서 차지하는 중심성이 높아지는 것에 대해 불만을 토로했다고 한다.

## 같이 보기
- 시진핑 신시대 중국 특색 사회주의 사상